# Pleurotus cornucopiae
Pleurotus cornucopiae (Paulet) Rolland, Acta Phytogeogr. Suec.: pl. 44, fig. 36 (1910), detto anche tamogitake (楡木茸) in giapponese, è un fungo della famiglia delle Pleurotaceae.

## Descrizione della specie
Cappello
Prima convesso, poi depresso, imbutiforme, spesso ondulato o fessurato al margine, sottile, glabro.
Cuticolapuò assumere vari colori che vanno dall'ocra al marroncino, dal bianco al giallo-citrino.
Lamelle
Biancastre, decorrenti sul gambo sul quale formano strutture anastomizzate.
Gambo
Centrale o eccentrico, spesso ramificato (molti gambi fusi alla base), pieno, biancastro, spesso concolore al cappello, 3-5 x 1-2,5 cm.
Spore
ovali, bianche in massa che per ossidazione diventano lilla chiaro, 8-11 x 4-5 µm.
Carne
Bianca, molle, poi tenace
- Odore: leggermente di farina o di ammoniaca
- Sapore: gradevole

## Commestibilità
Buona, anche se si consiglia una prebollitura per togliere l'odore intenso.

## Habitat
Cresce spontaneo su legno di varie latifoglie, dalla primavera all'autunno

## Specie simili
Potrebbe confondersi con il Clitocybe olearia (velenoso), ma il colore delle lamelle giallo-arancione di quest'ultimo è sufficiente a togliere qualsiasi dubbio.

## Etimologia
- Genere: dal greco pleurón = di fianco e oûs, otós = orecchio, con l'orecchio (il cappello) a fianco, per la forma del carpoforo.
- Specie: dal latino cornucopiae = del corno dell'abbondanza, per la sua forma.

## Nomi comuni
- Cornucopia

## Sinonimi e binomi obsoleti
- Agaricus cornucopiae (Paulet) Pers., Mycol. eur. (Erlanga) 3: 37 (1828)
- Agaricus dimidiatus Bull., Herb. Fr. 11: tab. 519 (1791)
- Crepidotus cornucopiae (Paulet) Murrill, N. Amer. Fl. (New York) 9(5): 305 (1916)
- Dendrosarcus cornucopiae Paulet, Traité Champ., Atlas 2: 119, pl. 66 (1793)
- Fungus cornucopiae Paulet, Traité Champ. 2 (index) 2: Index 2 (1793)
- Lentinus cornucopioides Klotzsch, Linnaea 10: 123 (1835)
- Pleurotus ostreatus sensu Cooke [Ill. Brit. Fung. 279 (195) Vol.2 (1883)]; fide Checklist of Basidiomycota of Great Britain and Ireland (2005)
- Pleurotus ostreatus f. cornucopiae (Paulet) Quél., Enchir. fung. (Paris) 1: 148 (1886)
- Pleurotus ostreatus var. cornucopiae (Paulet) Pilát, Atlas des Champignons de l'Europe, II: Pleurotus Fries: 121 (1935)
- Pocillaria cornucopioides (Klotzsch) Kuntze, Revis. gen. pl. (Leipzig) 2: 866 (1891)